# Karl Beckson
Karl E. Beckson (4 febbraio 1926 – 29 aprile 2008) è stato un critico letterario e saggista statunitense.

## Biografia
Famoso per i suoi scritti su autori importanti del passato come  Oscar Wilde, Arthur Symons e Henry Harland. Dopo aver frequentato l'università di Arizona nel 1949, ha avuto un dottorato di ricerca alla università di Columbia. Studiando attentamente i personaggi di cura i libri notò che in Wilde qualunque fosse l'argomento che trattava vi era nelle sue opere un "presagire dei tempi", una sorta di post-modernismo, rendendolo contemporaneo ancora oggi.

## Opere
Numerose sono state le sue creazione letterarie, fra le maggiori:
- Literary Terms: A Dictionary; 1960.
- Great Theories in Literary Criticism; 1963.
- Oscar Wilde: The Critical Heritage;  1970.
- Max and Will; Harvard University Press, 1975.
- The Memoirs of Arthur Symons: Life and Art in the 1890s; The Pennsylvania State University Press, 1977.
- Henry Harland: His Life and Work; The Eighteen Nineties Society, 1978.
- Oscar Wilde: A Memoir by Theodore Wrattislaw; The Eighteen Nineties Society, 1979.
- Aesthetes and Decadents of the 1890s: An Anthology of British Poetry and Prose; Academy Chicago, 1981.
- Arthur Symons: A Life; Clarendon Press, 1987.
- Arthur Symons: Selected Letters 1880-1935;  The MacMillan Press, 1989.
- Arthur Symons: A Bibliography;  ELT Press, 1990;
- London in the Eighteen Nineties: A Cultural History; W.W. Norton, 1992.
- I Can Resist Everything Except Temptation and other Quotations from Oscar Wilde;  Columbia University Press, 1996.
- The Oscar Wilde Encyclopedia; AMS Press, 1998.
- The Complete Works of Oscar Wilde;  Oxford University Press, 2000.
- The Religion of Art: A Modernist Theme in British Literature; AMS Press, 2006.